# Smithville (Nueva Jersey)
Smithville es un lugar designado por el censo ubicado en el condado de Atlantic en el estado estadounidense de Nueva Jersey. En el año 2010 tenía una población de 7,242 habitantes.

## Geografía
Smithville se encuentra ubicado en las coordenadas 39°29′37.83″N 74°27′23.68″O / 39.4938417, -74.4565778.